# Liste des évêques de Nocera
Le diocèse de Nocera est un diocèse italien en Campanie avec siège à Nocera Inferiore. Le diocèse est fondé au IIIe siècle comme diocèse de Nocera dei Pagani. En 1986 le diocèse est uni avec le diocèse de Cava et Sarno dans le diocèse de Nocera Inferiore-Sarno. 

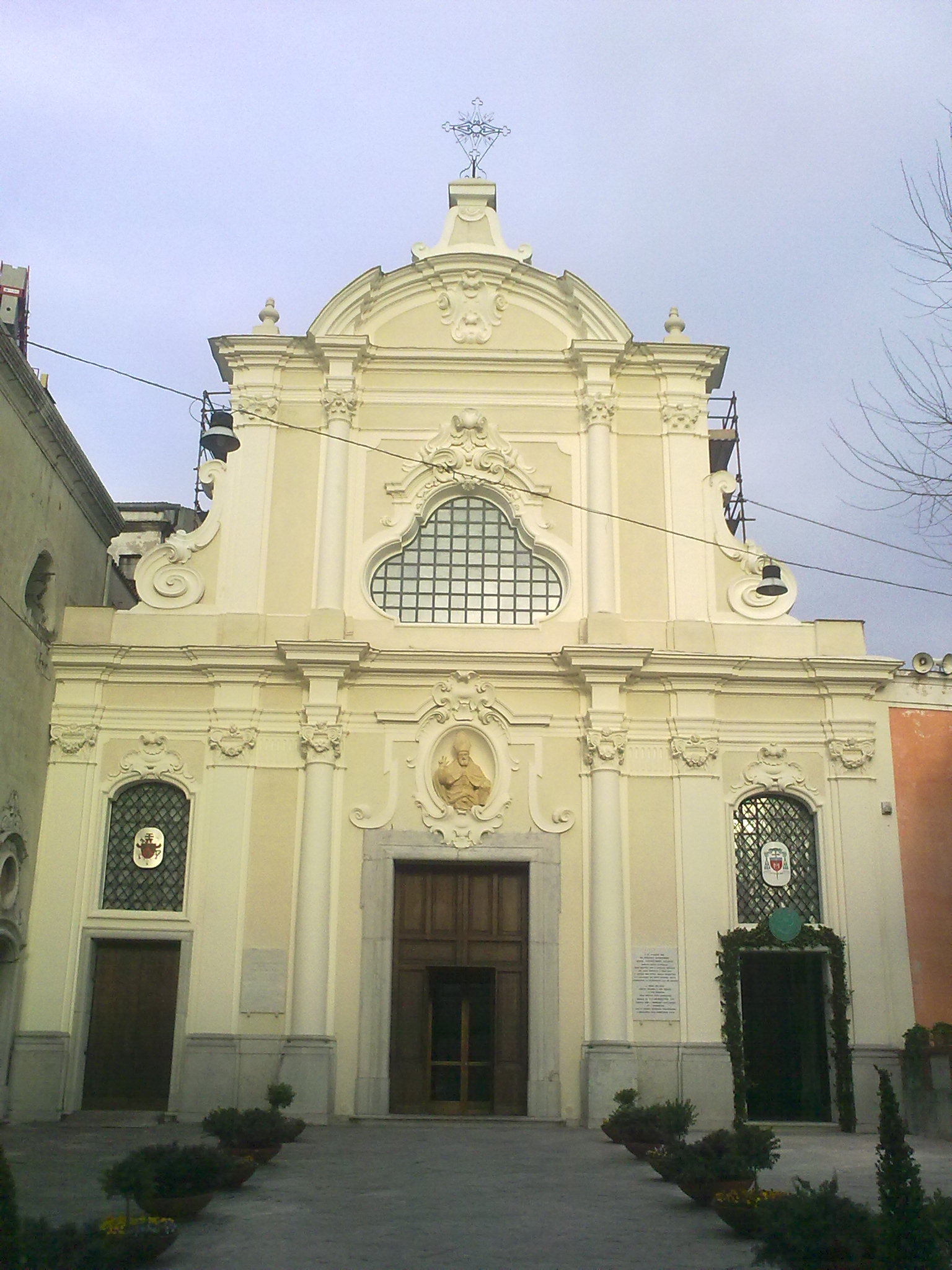
Cathédrale de Nocera

## Évêques de Nocera dei Pagani
- Prisque (Prisco)  † (IIIe siècle )
- Félix † (402)
- Celio Lorenzo † ( 499)
- Avril † ( 502)
- Léon  (romain) † (années 510)
- Aurelio Priscano † (années 530)
- Numerio † ( 593)
- Primerio † ( 598)
- Amanzio † ( 743)
- Liutardo † (826)
- Ramperto ou Raniperto † (861)
- Lando † (1061 - 1073)
- Valerio Orsini † (v. 1200 - 1228)
- Matteo ? † (? - 1260 )
  - Siège supprimé (1260-1386)
- Francesco, O.F.M. † (1386 - 1402 )
- Angelo da Castellaneta, O.S.B. † (10 février 1402 - 1429 )

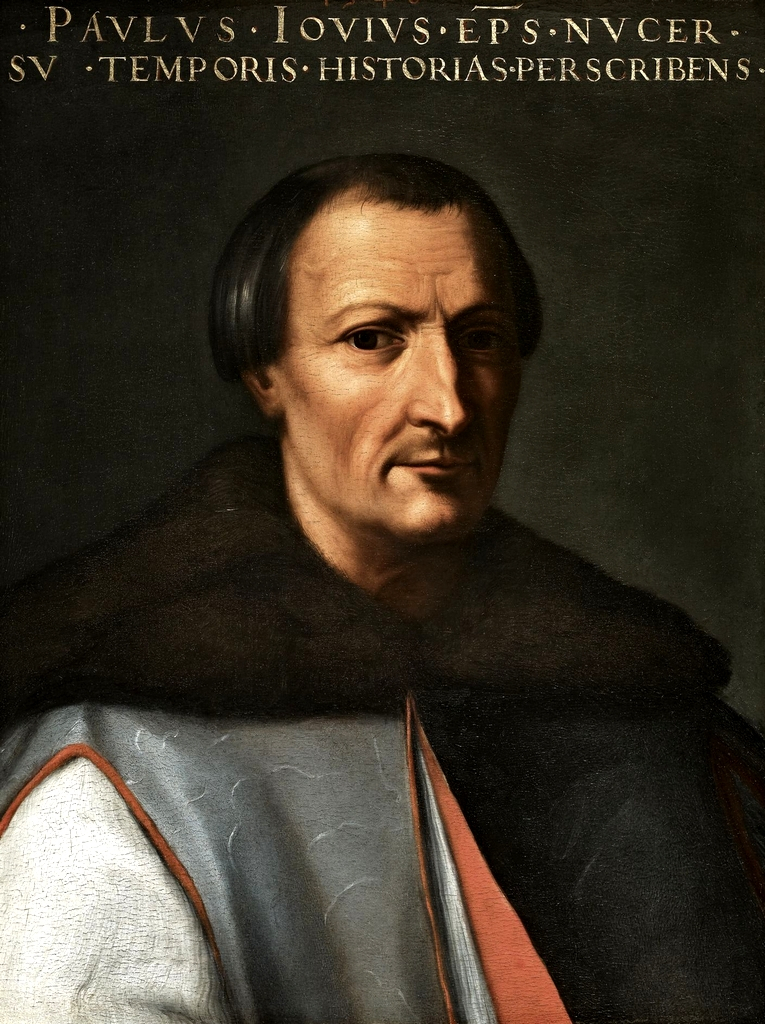
Paolo Giovio

- Gabriele de' Garofalis, O.E.S.A. † (8 juin 1429 - 1433)
- Giuliano de Angrisani † (1433 - 1436)
- Giacomo Benedetti o d'Atri † (18 juillet 1436 - 13 septembre 1443)
- Bartolomeo de Micheli † (6 septembre 1443 - août 1455 )
- Pietro da Nocera, O.P. † (12 septembre 1455 - 1478)
- Giovanni de' Cerretanis † (13 octobre 1478 - 1479 )
- Pietro Strambone, O.P. † (16 juin 1479 - 1503)
- Bernardino Orsini † (7 mai 1503 - 1511 )
- Domenico Giacobazzi † (8 novembre 1511 - 14 août 1517)
- Andrea Giacobazzi † (14 août 1517 - 1524 )
- Domenico Giacobazzi † (1524 - 1527 ou 1528)
- Paolo Giovio il Vecchio † (13 janvier 1528 - 11 décembre 1552)
- Giulio Giovio † (11 décembre 1552  - 1560 )
- Paolo Giovio il Giovane † (1560 - 1585 )
- Sulpizio Costantino † (21 octobre 1585 - 1601)
- Simone Lunadoro † (17 juin 1602 - 1610 )
- Stefano de Vicari, O.P. † (24 novembre 1610 - 1620)
- Francesco Trivulzio † (29 mars 1621 - 22 août 1631)
- Ippolito Francone † (19 janvier 1632 - 1653 )
- Bonaventura D'Avalos, O.E.S.A. † (13 avril 1654 - 1659 )
- Felice Gabrielli, O.F.M.Conv. † (22 septembre 1659 - 15 décembre 1684 )
- Emiddio Lenti † (9 avril 1685 - 10 janvier 1691 )
- Sebastiano Perissi † (9 janvier 1692 - 28 mai 1700 )
- Giovanbattista Carafa † (21 juin 1700 - 22 février 1715 )
  - Sede vacante (1715-1718)
- Niccolò de Dominicis † (2 janvier 1718 - 22 août 1744)
- Gherardo Antonio Volpe † (18 décembre 1744 - 28 janvier 1768 )
- Benedetto dei Monti Sanfelice, O.S.B.Oliv. † (16 mai 1768 - 23 mars 1806 )
  - Siège vacant (1806-1818)
  - Siège uni avec  Cava de' Tirreni (1818-1834)
- Angelo Giuseppe D'Auria † (23 juin 1834 - 1860)
- Michele Adinolfi † (23 mars 1860 - v. 1863 )
- Raffaele Ammirante † (27 octobre 1871 - 1881)
- Francesco Vitagliano † (30 mars 1882 - 1885 )
- Luigi del Forno † (27 juillet 1885 - 4 janvier 1913)
- Giuseppe Romeo † (12 juillet 1913  - 26 octobre 1935 )
- Teodorico de Angelis † (23 novembre 1936 - 7 août 1951 )
- Fortunato Zoppas † (26 avril 1952 - 25 novembre 1964 )
  - Sede vacante (1964-1971)
- Jolando Nuzzi (it) † (4 janvier 1971 - 30 septembre 1986 )

## Évêques de Nocera Inferiore-Sarno
- Gioacchino Illiano (1987–2011)
- Giuseppe Giudice (depuis 2011)